# 1995 YS2
1995 YS2 är en asteroid i huvudbältet som upptäcktes den 22 december 1995 av den japanska astronomen Takeshi Urata vid Nihondaira-observatoriet.
Den tillhör asteroidgruppen Massalia.